# 凯特·道格拉斯
凯特·道格拉斯（英語：Kate Douglass，2001年11月17日—）生于纽约，是一名美国女子游泳运动员，主项是混合泳。她曾是美国青少年队国家队的一员，参加过2017年世界青少年游泳锦标赛和2018年布宜诺斯艾利斯青奥，其中在前者收获一枚银牌。2019年，她进入弗吉尼亚大学，开始代表该校校队参加校际比赛。